# Contea autonoma di Sunan
La contea autonoma di Sunan Yugur (肃南裕固族自治县S, Sùnán Yùgùzú ZìzhìxiànP) è una contea autonoma della Cina, situata nella provincia del Gansu.